# Andrew Cohen (goeroe)
Andrew Cohen (New York, 23 oktober 1955 – Tiruvannamalai, 25 maart 2025) was een Amerikaanse spiritueel leraar.

## Levensloop
Cohen groeide op in New York als een seculiere jood. In 1986, na enkele ontmoetingen met zijn leraar Hari Lal Poonja, een leerling van Ramana Maharshi, is Cohen begonnen met lesgeven. Sinds die tijd heeft hij onophoudelijk zijn ervaring gedeeld en zijn visie, Evolutionaire verlichting genaamd, verder ontwikkeld (zie de paragraaf 'Gedachtegoed'). Hij had studenten in verschillende landen.
In het tijdschrift What Is Enlightenment? zetten Cohen en zijn studenten hun visie op evolutie en spiritualiteit uiteen en gaan daarbij in dialoog met zeer uiteenlopende groep van leermeesters, visionairen, zakenlieden, filosofen, sporters tot kloosterlingen.
Cohen overleed op 69-jarige leeftijd in India.

## Gedachtegoed
Evolutionaire verlichting van Andrew Cohen plaatst de traditionele Verlichtingsleer in de context van Evolutie. Wat gelijk is aan de eeuwenoude boodschap van de spirituele tradities van de wereld, is dat Verlichting niet bereikt wordt alleen voor onszelf, maar voor iedereen, voor het grote geheel. Door gegrond te raken in het tijd- en ruimteloze perspectief van de "Ground of Being", kunnen mensen zich bevrijden van hun egoïstische motieven, oftewel ego, en kan men leren om dat deel van het zelf te manifesteren in wat Cohen de "Authentic Self" noemt. 
Op de officiële site van Cohen wordt zijn ervaring en visie in een 3D-model gepresenteerd. Dit authentieke deel van onszelf voorbij het ego, is wat ons op de volste manier ons mens-zijn doet uitdrukken: creatief, met mededogen, en gemotiveerd door een "evolutionaire impuls" die één is met de creatieve impuls achter de Big Bang. Wanneer we ervoor kiezen om ons leven een uitdrukking te laten zijn van het Authentieke Zelf, kunnen we volgens Cohen in contact komen met onze ware aard van één zijn met het universum. Vanuit deze "onafgescheidenheid" leeft men vanuit een doel dat ver voorbij gaat aan het persoonlijke, egoïstische streven, maar wordt ons doel in het leven om deel te gaan nemen in de evolutie van het bewustzijn zelf, hetgeen als een unieke menselijke capaciteit wordt gezien.
Als oprichter en hoofdredacteur van het tijdschrift What Is Enlightenment? gelooft Cohen dat de grootse taak die op de schouders van de mensheid rust niets minder is dan de toekomst te creëren. Hij ziet het tijdschrift WIE? als een open forum voor dialoog en onderzoek gericht op de betekenis van spiritueel leven in ons postmoderne tijdperk. WIE? heeft daarnaast ook een internationale lezingen-serie ontwikkeld genaamd Voices from the Edge, en een online multimediaforum opgezet: WIE Unbound. Verder is er een partnerschap met the Graduate Institute aangegaan die een masterprogramma aanbiedt onder de naam ‘Conscious Evolution’.
In 1988 heeft Cohen EnlightenNext opgericht; een non-profit spiritueel en educatief netwerk met als doel het creëren van een nieuwe cultuur. Naast studenten verspreid over de hele wereld, heeft EnlightenNext ook publieke centra in New York, Boston, Londen, Amsterdam, Frankfurt, Parijs, Kopenhagen en Rishikesh (India). Het hoofdcentrum van EnlightenNext was gevestigd in Massachusetts, in de Verenigde Staten, waar Cohen met zijn grootste gemeenschap van studenten woonde. 

## Kritiek
Volgens bijna alle oud-volgelingen van Cohen is hij iemand die misbruik maakte van zijn macht en van het vertrouwen van zijn studenten. Ook zijn bijna alle mensen die hem goed kennen, het erover eens dat hij niet leefde volgens zijn eigen gedachtegoed.
De Nederlandse oud-volgeling André van der Braak schreef in zijn memoires en in interviews op televisie dat hij pas na vele problematische incidenten gedesillusioneerd raakte en dat hij na uittreding uit de leef- en geloofsgemeenschap tijd nodig had om dit te verwerken. Ook Cohens eigen moeder, Luna Tarlo, schreef een boek over haar ervaringen als toegewijd discipel van haar eigen zoon en haar desillusies. Haar boek heet ironisch The Mother of God. 
Beide boeken vormen een ernstige aanklacht tegen de Amerikaanse goeroe en in beide boeken noemen de schrijvers (Van der Braak en Tarlo) elkaar, omdat zij samen enige tijd in de gemeenschap van Cohen vertoefden. De beschuldigingen liggen in de sfeer van geestelijke terreur, geldafpersing en lichamelijk geweld. Van der Braak geeft een verslag van wat hij gedurende elf jaar meemaakte. Luna Tarlo beschrijft haar ervaringen als toegewijd discipel van haar eigen zoon.

## Boeken over Cohen
- Braak, André van der, Verlichting als evolutionair proces: Een studie van Andrew Cohen en zijn leefgemeenschap geschreven als gastartikel toen Van der Braak nog een volgeling was in het tijdschrift Religieuze bewegingen in Nederland nr 29 Sekten, uitgegeven door de Vrije Universiteit Amsterdam, (1994) ISBN 9053833412